# Паризи
Паризи (порт. Parisi) — муниципалитет в Бразилии, входит в штат Сан-Паулу. Составная часть мезорегиона Сан-Жозе-ду-Риу-Прету. Входит в экономико-статистический микрорегион Вотупоранга. Население составляет 2268 человек на 2006 год. Занимает площадь 84,509 км². Плотность населения — 26,8 чел./км².

## Статистика
- Валовой внутренний продукт на 2003 составляет 30.185.252,00 реалов (данные: Бразильский институт географии и статистики).
- Валовой внутренний продукт на душу населения на 2003 составляет 14.231,61 реалов (данные: Бразильский институт географии и статистики).
- Индекс развития человеческого потенциала на 2000 составляет 0,756 (данные: Программа развития ООН).